# Ismael în Biblie și în Coran
Potrivit tradiției biblice, Ismael este fiul lui Avraam și al lui Hagar, roaba sa și a soției sale. Geloasă pe Hagar și invidioasă pe Ismael, fiul lui Avraam ,Sarai, soția lui Avram, îi alungă în deșert. Ismael a trăit în pustiul Faran, ocupându-se cu vânătoarea. Ajuns la maturitate, se căsătorește cu o egipteancă, aceasta fiind adusă de mama sa.

## Ismael în Biblie
Geneza, 16 (Ismael), consemnează nașterea lui Ismael, fiul lui Avram.
Soția lui, Sarai, nu putea avea copii și, în acest scop, își trimite soțul la slujnica sa egipteancă, pe nume Agar:
“Sarai însă, femeia lui Avram, nu-i năștea. Dar avea ea o slujnică egipteancă, al cărei nume era Agar. Atunci a zis Sarai lui Avram: Iată, m-a închis Domnul, ca să nu nasc. Intră dar la slujnica mea; poate vei dobândi copii de la ea ! Și a ascultat Avram vorba Saraii”. (16, 1-2)
Avram a urmat sfatul soției sale, a conceput un copil cu slujnica și, în scurt timp, slujnica a manifestat dispreț față de soția lui, iar aceasta și-a exprimat nemulțumirea față de Avram, care i-a dat libertatea să procedeze cum crede de cuviință cu slujnica:
“A luat deci Sarai, femeia lui Avram, pe Agar egipteanca, slujnica sa, la zece ani după venirea lui Avram pe pământul Canaan, și a dat-o de femeie lui Avram, bărbatul său. Și a intrat acesta la Agar și ea a zămislit; și văzând că a zămislit, ea a început a disprețui pe stăpâna sa. Atunci a zis Sarai către Avram: Nedreptate mi se face de către tine. Eu ți-am dat pe slujnica mea la sân, iar ea, văzând că a zămislit, a început să mă disprețuiască. Dumnezeu să judece între mine și tine ! Iar Avram a zis către Sarai: Iată, slujnica ta e în mâinile tale, fă cu ea ce-ți place ! Și Sarai a necăjit-o și ea a fugit de la fața ei”. (16, 3-6)
Slujnica fuge, dar este găsită de îngerul Domnului în pustiu; acesta îi spune să se întoarcă la stăpâna sa, să i se supună, explicându-i că urmașii ei vor fi atât de mulți, încât nu vor putea fi numărați. Îi prevestește nașterea unui băiat, pe nume Ismael, care va fi un om dârz:
„Și a găsit-o îngerul Domnului la un izvor de apă în pustiu, la izvorul de lângă calea ce duce spre Șur. Și i-a zis îngerul Domnului: Agar, slujnica Saraii, de unde vii și unde te duci ? Iar ea a răspuns: Fug de la fața Saraii, stăpâna mea. Și îngerul Domnului i-a zis iarăși: Întoarce-te la stăpâna ta și te supune sub mâna ei ! Apoi i-a mai zis îngerul Domnului: Voi înmulți pe urmașii tăi foarte tare, încât nu se vor putea număra din pricina mulțimii. Iată, tu ai rămas grea – îi zise îngerul Domnului - și vei naște un fiu și-i vei pune numele Ismael, pentru că a auzit Domnul suferința ta. Acela va fi ca un asin sălbatic între oameni; mâinile lui vor fi asupra tuturor și mâinile tuturor asupra lui, dar el va sta dârz în fața tuturor fraților lui. Și a numit Agar pe Domnul, Cel ce-i grăise, cu numele acesta: Ata-El-Roi (care se tâlcuiește: << Tu ești Dumnezeu atotvăzător >>), căci zicea ea: N-am văzut eu, oare, în față pe Cel ce m-a văzut ? De aceea se numește fântâna aceasta: Beer-Lahai-Roi (care se tâlcuiește: << Izvorul Celui viu, Care m-a văzut >>) și se află între Cadeș și Bered”. (16, 7-14)
Agar îi naște lui Avram, în vârstă de 86 de ani, un copil care primește numele Ismael:
„După aceea, a născut Agar lui Avram un fiu și Avram a pus fiului său, pe care i-l născuse Agar, numele Ismael. Avram însă era de optzeci și șase de ani când i-a născut Agar pe Ismael”. (16, 15-16)
În Geneza, 17, (Tăierea-împrejur) este prezentat legământul lui Avram cu Dumnezeu privind tăierea-împrejur în ziua a opta și este menționată binecuvântarea soției lui Avram cu prunci:
„Iar Dumnezeu a răspuns lui Avraam: Adevărat, însăși Sara, femeia ta, îți va naște un fiu și-i vei pune numele Isaac și Eu voi încheia cu el legământul Meu, legământ veșnic: să-i fiu Dumnezeu lui și urmașilor lui”. (17, 19)
Totodată, Dumnezeu îi prevestește și soarta urmașilor lui Ismael:
„Iată, te-am ascultat și pentru Ismael, și iată îl voi binecuvânta, îl voi crește și-l voi înmulți foarte, foarte tare; doisprezece voievozi se vor naște din el și voi face din el popor mare”. (17, 20)
Dumnezeu precizează legământul pe care îl va face cu Isaac, care se va naște peste un an, apoi Se ridică la ceruri:
„Dar legământul Meu îl voi încheia cu Isaac, pe care îl va naște Sara la anul, pe vremea aceasta ! Încetând apoi Dumnezeu de a mai vorbi cu Avraam, S-a înălțat de la el”. (17, 21-22)
Avraam (de 99 de ani), Ismael (de 13 ani) și toți bărbații din casa lui au respectat legământul cu Dumnezeu legat de tăierea-împrejur:
„Atunci, a luat Avraam pe Ismael, fiul său, pe toți cei născuți în casa lui, pe toți cei cumpărați cu argintul lui și pe toți oamenii de parte bărbătească din casa lui Avraam și i-a tăiat împrejur, chiar în ziua aceea, cum îi poruncise Dumnezeu. Și era Avraam de nouăzeci și nouă de ani, când s-a tăiat împrejur. Iar Ismael, fiul său, era de treisprezece ani, când s-a tăiat împrejur”. (17, 23-25)
Circumcizia celor doi a avut loc în aceeași zi:
„Avraam și Ismael, fiul său, au fost tăiați-împrejur în aceeași zi.” (17, 26)
Geneza 21, 8-21 descrie contextul plecării lui Agar și a lui Ismael din casa lui Avram, ca urmare a invidiei și geloziei soției sale. Isaac este înțărcat și Avram dă un ospăț cu acest prilej:
“Și crescând copilul, a fost înțărcat. Iar Avraam a făcut ospăț mare în ziua în care a fost înțărcat Isaac, fiul său”. (21, 8)
Ismael râde de fratele său, este văzut de Sara, care se înfurie, aceasta se plânge lui Avram, cerându-i să îl alunge, împreună cu mama sa:
„Văzând însă Sara că fiul egiptencii Agar, pe care aceasta îl născuse lui Avraam, râde de Isaac, fiul ei,/ A zis către Avraam: Izgonește pe roaba aceasta și pe fiul ei, căci fiul roabei acesteia nu va fi moștenitor cu fiul meu, Isaac !” (21, 9-10)
Această solicitare i s-a părut foarte grea lui Avram, însă imediat îi apare Dumnezeu, Care îi spune că adevărații urmași ai lui sunt cei din spița lui Isaac, explicându-i că și descendenții lui Ismael vor forma un neam mare, căci și aceștia aparțin neamului lui Avram:
„Și s-au părut cuvintele acestea lui Avraam foarte grele pentru fiul său Ismael. Dumnezeu însă a zis către Avraam: Să nu ți se pară grele cuvintele cele pentru prunc și pentru roabă; toate câte-ți va zice Sara, ascultă glasul ei; pentru că numai cei din Isaac se vor chema urmașii tăi. Dar și pe fiul roabei acesteia îl voi face neam mare, pentru că și el este din sămânța ta”. (21, 11-13)
Într-o dimineață, Avram a luat pâine și apă, i le-a dat roabei, care a plecat cu Ismael în pustiu unde, după terminarea apei, Dumnezeu, prin îngerul Său, îi prevestește măreția neamului lui Ismael și îi arată un izvor cu apă:
„Atunci s-a sculat Avraam dis-de-dimineață, a luat pâine și un burduf cu apă și le-a dat Agarei; apoi, punându-i pe umeri copilul, a slobozit-o; și, plecând ea, a rătăcit prin pustiul Beer-Șeba. Când însă s-a sfârșit apa din burduf, a lepădat ea copilul sub un mărăcine. Și ducându-se, a șezut în preajma lui, ca la o bătaie de arc, căci își zicea: Nu voiesc să văd moartea copilului meu ! Și, șezând ea acolo de o parte, și-a ridicat glasul și a plâns. Și a auzit Dumnezeu glasul copilului din locul unde era și îngerul lui Dumnezeu a strigat din cer către Agar și a zis: Ce e, Agar ? Nu te teme, că a auzit Dumnezeu glasul copilului din locul unde este ! Scoală, ridică copilul și-l ține de mână, căci am să fac din el un popor mare ! Atunci i-a deschis Dumnezeu ochii și a văzut o fântână cu apă și, mergând, și-a umplut burduful cu apă și a dat copilului să bea”. (21, 14-19)
Dumnezeu l-a ocrotit pe Ismael în pustiu, unde s-a ocupat cu vânatul. Ismael a locuit în pustiul Faran. Mai târziu, mama sa i-a adus femeie egipteancă: 
„Și era Dumnezeu cu copilul și a crescut acesta, a locuit în pustiu și s-a făcut vânător. A locuit deci Ismael în pustiul Faran și mama sa i-a luat femeie din țara Egiptului”. (21, 20-21)

## Ismael în Coran
Potrivit Coranului, Ismael este cel pe care Abraham voia să-l sacrifice - și nu pe fratele său vitreg, Isaac, strămoșul evreilor – pentru a-și dovedi supunerea totală față de Dumnezeu.
Această supunere ar fi la originea nașterii lui Isaac, în ciuda vârstei înaintate a mamei sale Sara, soția lui Abraham .
Primul fiu al acesteia și al concubnei sale Hagar, Ismael, este alungat la naștere, împreună cu mama sa, în deșertul arab din cauza geloziei Sarei .
De asemenea,Ismael și tatăl său au restaurat Kaaba, primul templu monoteist lăsat, la origine, de Adam .
Aproape de Kaaba, Dumnezeu – pentru a-și îndeplini promisiunea de a face din Abraham patriarhul unei mari națiuni, arabii – a făcut să apară izvorul providențial Zemzem, care a astâmpărat setea lui Ismael și a mamei sale .
Fuga prin deșert a lui Hagar pentru a-și salva copilul este comemorată în timpul pelerinajului canonic la Mecca, unde pelerinii aleargă între cele două coline, Marwah și Safa .
Potrivit tradiției, ei beau apă din izvorul de la Zemzem, acesta fiind situat astăzi în incinta marii moschei de la Mecca . Ismael s-a căsătorit în acea regiune . Conform tradiției, este îngropat, la fel ca mama sa, în hruba lui Ismael, aproape de Kaaba .
Vaca menționează legământul sacru al lui Abraham și Ismail cu Dumnezeu privind curățirea Casei:
„Când am făcut Casa loc de credință și de pelerinaj, am spus: <<Luați locul în care a stat Abraham ca loc de rugăciune!>> Apoi am încheiat un legământ cu Abraham și cu Ismail: <<Curățiți Casa Mea pentru cei care o înconjoară, pentru cei care chibzuiesc aici, pentru cei care îngenunchează, pentru cei care se aruncă aici cu fața la pământ!>>” (2, 125)
Totodată, Ismail ia parte alături de tatăl sau, Abraham, la construirea Casei:
„În timp ce Abraham și Ismail ridicau temeliile Casei, spuneau: <<Domnul nostru! Primește de la noi! Tu ești Auzitorul, Știutorul>>”. (2, 127)
De asemenea, în această sură este exprimat monoteismul islamic prin invocarea Dumnezeului unic al neamului lui Abraham și Ismail:
„Ați fost martori când moartea s-a apropiat de Iacob și el spuse fiilor săi: <<Cui vă veți închina în urma mea?>> Ei i-au spus: <<Ne vom închina Dumnezeului tău și Dumnezeului tatălui tău, Abraham, și al lui Ismail, și al lui Isaac. Unul este Dumnezeu și lui noi ne supunem>>”. (2, 133)
„Spuneți: <<Credem în Dumnezeu și în ceea ce ne-a fost pogorât nouă, în ceea ce a fost pogorât lui Abraham, lui Ismail, lui Isaac, lui Iacob, triburilor, în ceea ce i s-a dat lui Moise, lui Iisus, în ceea ce li s-a dat profeților de la Domnul lor și nu facem nicio deosebire între ei, căci noi lui îi suntem supuși>>”. (2, 136)
„Ori poate vor spune că Abraham, Ismail, Isaac, Iacob și triburile au fost fie evrei, fie nazareeni? Spune-le: <<Știți voi mai bine decât Dumnezeu? Cine este mai nedrept decât cel care dorește mărturia de la Dumnezeu? Dumnezeu nu este nepăsător la ceea ce făptuiți>>”.  (2, 140)
În Neamul lui Imran este invocat, încă o dată, monoteismul de expresie abrahamică, iar Ismail, urmaș al lui Abraham, este un continuator al acestei tradiții:
„Spune-le: <<Noi credem în Dumnezeu, în ceea ce a pogorât asupa noastră, în ceea ce a pogorât asupra lui Abraham, Ismail, Isaac, Iacob, asupra triburilor, în ceea ce i-a fost dat lui Moise, lui Iisus, profeților, de la Domnul lor. Noi nu facem deosebire între ei, căci noi Lui îi suntem supuși>>”. (3, 84)
În Femeile și în Vitele Ismail este menționat în rândul profeților:
„Noi ți-am dezvăluit ție, precum le-am dezvăluit și lui Noe și profeților de după el. Noi le-am dezvăluit lui Abraham, lui Ismail, lui Isaac, lui Iacob, triburilor, lui Iisus, lui Iov, lui Iona, lui Aaron, lui Solomon. Noi i-am dăruit lui David Psalmii”. (4, 163)
„Ismail, Eliseu, Iona și Lot. Noi asupra lumilor le-am dat întâietate”. (6, 86)
În Abraham este menționată nașterea lui Ismail la o vârstă foarte înaintată a tatălui său:
„Laudă lui Dumnezeu care la bătrânețe mi i-a dăruit pe Ismail și pe Isaac! Domnul meu este Cel ce aude ruga”. (14, 39)
În Maria este menționată sinceritatea lui Ismael și este recunoscut ca profet, fiind cel care i-a învățat pe ai săi rugăciunea și milostenia:
„Amintește-l pe Ismail în Carte! El a fost sincer în făgăduiala sa ca trimis, ca profet”.
„El porunci alor săi rugăciunea și milostenia și Domnul său a fost mulțumit de el”. (19, 54-55)
În Profeții Ismail este recunoscut ca făcând parte din rândul celor răbdători și drepți.
„Și Ismail, și Idris, și Du-l-Kifl! Toți au fost răbdători”.
„Noi i-am înconjurat cu milostivenia Noastră. Ei sunt dintre cei drepți”. (21, 85-86)
În Sad Ismail este menționat alături de cei prea buni:
„Amintește-ți de Ismail, Elizeu și Du al-Kifl. Toți se află printre cei prea buni”. (38, 48)